# Sistotrema otagense
Sistotrema otagense é uma espécie de fungo pertence à família Hydnaceae.